# Peter Stringer
Peter Alexander Stringer (Cork, 13 dicembre 1977) è un ex rugbista a 15 irlandese, che giocava nel ruolo di mediano di mischia, internazionale 98 volte per l'Irlanda dal 2000 al 2011re.

## Biografia
Avviato al rugby al Presentation Brothers College, scuola superiore della natìa Cork, studiò chimica all'Università di Cork dal 1996 al 1998.
A livello di formazione provinciale entrò nel 1998 nel Munster disputandovi il campionato interprovinciale irlandese.
Il suo debutto con la nazionale irlandese risale al 19 febbraio 2000, in occasione della partita del Sei Nazioni contro la Scozia.
Sei mesi più tardi fu invitato dai Barbarians in occasione di un incontro con un XV della Germania.
Finalista due volte di Heineken Cup nel 2000 e nel 2002, Stringer vinse il suo primo trofeo nel 2003, conquistando la Celtic League con Munster.
Quello stesso anno fu anche convocato nella nazionale irlandese impegnata a disputare la Coppa del Mondo di rugby 2003.
Fu, ancora, il protagonista della finale di Heineken Cup 2005-06 vinta 23-19 contro Biarritz grazie a una sua meta realizzata partendo dalla base di una mischia.
Convocato anche per la Coppa del Mondo di rugby 2007 in Francia, l'anno seguente conquistò la sua seconda Heineken Cup, pur non essendo stato schierato nel corso della finale vinta 16-13 contro Tolosa.
Tra i protagonisti del primo Grande Slam dell'Irlanda dopo 61 anni al Sei Nazioni 2009, fu nominato man of the match nella partita contro la Scozia del 14 marzo 2009: con gli irlandesi in svantaggio 9-12 a Murrayfield alla fine del primo tempo, nella ripresa Stringer si rese autore di una giocata decisiva culminata con un passaggio a Jamie Heaslip che permise all'Irlanda di andare in meta e ribaltare il risultato per poi chiuderlo 22-15 a proprio favore.
La settimana successiva Stringer subentrò dalla panchina durante l'ultima partita del torneo contro il Galles a Cardiff e il suo passaggio a Ronan O'Gara permise a quest'ultimo di mettere a segno un drop nei minuti finali che valse la vittoria 17-15 e il primo Grande Slam dal 1948.
In quello stesso anno, a livello di club giunse la vittoria in Celtic League.
Nel 2011 Stringer divenne il giocatore di Munster con più presenze assolute in squadra tra campionato interprovinciale, Celtic League e coppe europee, e vinse il suo terzo titolo celtico.
Non convocato per la Coppa del Mondo di rugby 2011, collezionò il secondo invito per i Barbarians a novembre contro un XV dell'Australia.
Non rientrando nei piani del Munster per la stagione 2011-12, fu dato in prestito agli inglesi del Saracens per tre mesi a partire da dicembre 2011 e, alla scadenza, al Newcastle fino a fine stagione.
Tornato nel 2012-13 a Munster, fu utilizzato in soli quattro incontri di Pro12, e alla fine della stagione passò a titolo definitivo al Bath. Scaduto il contratto con il Bath, Stringer decise di rimanere in Inghilterra firmando nel 2015 un contratto per una stagione con i Sale Sharks. Nel febbraio 2016 il contratto venne poi rinnovato per un'altra stagione e ad aprile, nonostante i suoi 38 anni, Stringer fu nominato giocatore dell'anno dei Sale Sharks per la stagione 2015-16 di Premiership.

## Palmarès
- Celtic League: 3
Munster: 2002-03, 2008-09, 2010-11
- Celtic Cup: 1
Munster: 2004-05
- Heineken Cup: 2
Munster: 2005-06, 2007-08